# Alzamaï
Alzamaï (en russe : Алзамай) est une ville de l'oblast d'Irkoutsk, en Russie. Sa population s'élevait à 5 693 habitants en 2021.

## Géographie
Alzamaï est arrosée par la rivière Toporok, dans le bassin de l'Angara. Elle se trouve à 75 km de Nijneoudinsk, le centre administratif du raïon dont elle fait partie, à 510 km au nord-ouest d'Irkoutsk et à 3 704 km à l'est de Moscou.

## Histoire
Alzamaï a été fondée en 1899 autour de la gare ferroviaire d'Alzamaï, sur le chemin de fer Transsibérien. Elle accéda au statut de commune urbaine en 1943, puis à celui de ville en 1955. Sa principale activité est l'industrie du bois.

## Population
Recensements ou estimations de la population
| 1959*  | 1970*  | 1979* | 1989* | 2002* |
| ------ | ------ | ----- | ----- | ----- |
| 13 060 | 10 630 | 9 270 | 9 029 | 7 383 |

| 2010* | 2012  | 2013  | 2014  | 2015  |
| ----- | ----- | ----- | ----- | ----- |
| 6 730 | 6 620 | 6 451 | 6 313 | 6 189 |

| 2016  | 2017  | 2018  | 2019  | 2020  |
| ----- | ----- | ----- | ----- | ----- |
| 6 136 | 6 040 | 5 908 | 5 811 | 5 749 |

| 2021  | - | - | - | - |
| ----- | - | - | - | - |
| 5 963 | - | - | - | - |

## Transports
La gare ferroviaire d'Alzamaï sur le Transsibérien se trouve à 4 586 km de Moscou et à 4 702 km de Vladivostok.